# 瓦西里·伊万诺维奇·舍米亚契奇
瓦西里·伊万诺维奇·舍米亚契奇（俄语：Василий Иванович Шемячич，另一种写法为Василий Иванович Шемякин；?—1529年），俄国王公，曾任诺夫哥罗德-谢韦尔斯基公爵（？~1523年）和普季夫利公爵（1500年~1523年）。
瓦西里·伊万诺维奇·舍米亚契奇是诺夫哥罗德-谢韦尔斯基公爵伊凡·德米特里耶维奇之子，加利奇公爵德米特里·尤里耶维奇·舍米亚卡的孙子。伊凡·德米特里耶维奇于1454年逃亡立陶宛，在那里从波兰国王兼立陶宛大公卡齐米日四世处获得诺夫哥罗德-谢韦尔斯基（古罗斯一公国，后被立陶宛吞并）作为封地。瓦西里·伊万诺维奇在其父去世（具体日期不详）后继承了这块领地。
由于立陶宛国内出现反对东正教信仰的风潮，瓦西里·伊万诺维奇于1500年转投莫斯科大公伊凡三世，这导致诺夫哥罗德-谢韦尔斯基重新并入俄国。伊凡三世随即将普季夫利（乌克兰境内一小公国）封给瓦西里·伊万诺维奇。在莫斯科公国于1501年与立陶宛开战后，瓦西里·伊万诺维奇作为大公的臣属参加了对立陶宛的作战。1509年大公瓦西里三世（伊凡三世之子）与波兰国王齐格蒙特一世签订了和约，瓦西里·伊万诺维奇被正式承认为臣属于莫斯科公国的王公。瓦西里·伊万诺维奇还与克里米亚汗国打过仗。
瓦西里·伊万诺维奇受到许多大公周围的廷臣的排斥，莫扎伊斯克王公瓦西里·谢苗诺维奇尤其敌视他。必须指出，瓦西里·伊万诺维奇仍然是一个封邑公爵而不是廷臣，这导致大公对他的猜忌。在莫斯科经常出现一些不利于他的流言。1523年，瓦西里·伊万诺维奇终于因私通立陶宛的罪名被召到莫斯科监禁起来。1529年他在监禁中去世。 
瓦西里·伊万诺维奇有一个儿子：伊凡·瓦西里耶维奇。在此人于1561年去世后，德米特里·舍米亚卡的直系后代宣告断绝。

## 资料来源
- 《苏联历史百科全书·人物卷》，1961~1973，中文版196页
- 瓦西里·伊万诺维奇 （页面存档备份，存于）

| 前任： 伊凡·德米特里耶维奇 | 诺夫哥罗德-谢韦尔斯基公爵 ？~1523 | 繼任： 无 |
| 前任： 新封地              | 普季夫利公爵 1500~1523            | 繼任： 无 |